# Congomochtherus acuminatus
Congomochtherus acuminatus là một loài ruồi trong họ Asilidae. Congomochtherus acuminatus được Oldroyd miêu tả năm 1974. Loài này phân bố ở vùng nhiệt đới châu Phi.